# Procés de negoci

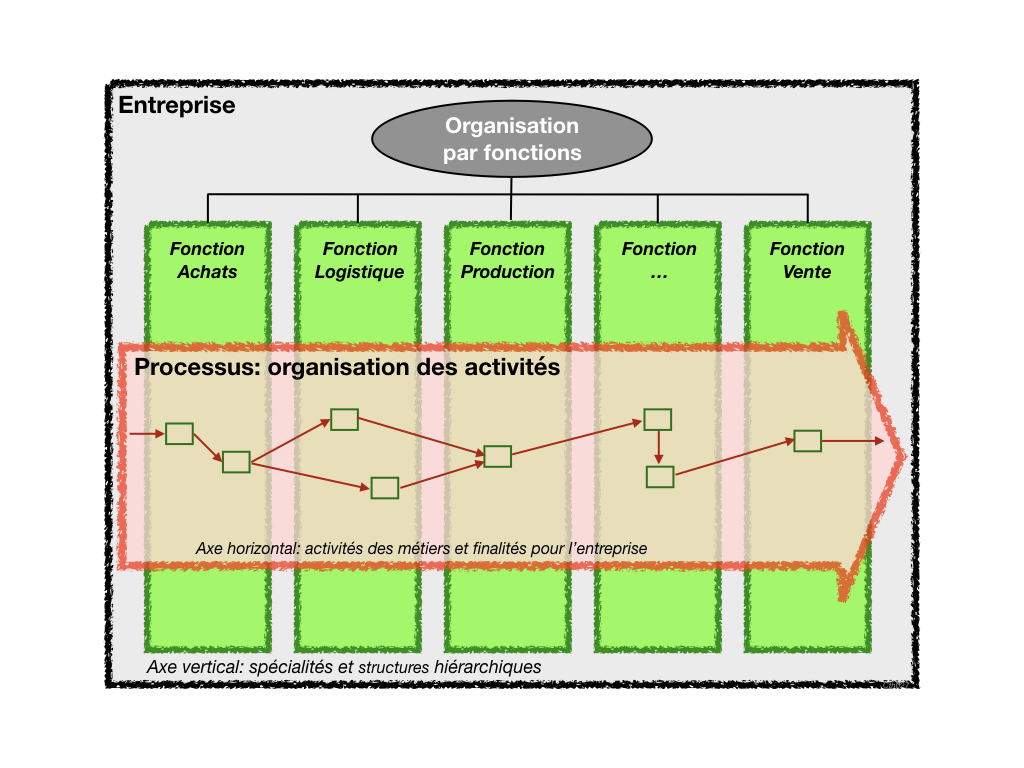
Processos de negoci: una visió del negoci a través de les funcions empresarials

Un procés de negoci (o empresarial), un mètode de negoci o una funció de negoci és un recull d'activitats o tasques relacionades i estructurades per persones o equips en què una seqüència específica produeix un servei o producte (serveix per a un objectiu comercial concret) per a un client o clients particulars. Els processos de negoci es produeixen a tots els nivells organitzatius i poden o no ser visibles pels clients. Un procés empresarial sovint es pot visualitzar (modelar) com un diagrama de flux d'una seqüència d'activitats amb punts de decisió intercalats o com una matriu de processos d'una seqüència d'activitats amb regles de rellevància basades en les dades del procés. Els avantatges d'utilitzar processos empresarials inclouen una millora de la satisfacció del client i una agilitat millorada per reaccionar davant dels canvis ràpids del mercat. Les organitzacions orientades a processos trenquen les barreres dels departaments estructurals i intenten evitar compartiments estancs d'informació.

## Visió general
Un procés empresarial comença amb un objectiu de missió (un esdeveniment extern) i acaba amb l'assoliment de l'objectiu de negoci de proporcionar un resultat que generi valor al client. A més, un procés es pot dividir en subprocessos (descomposició del procés), les funcions internes particulars del procés. Els processos empresarials també poden tenir un propietari del procés, un responsable que garanteix que el procés funcioni sense problemes des del principi fins al final.
A grans trets, els processos de negoci es poden agrupar en tres tipus, segons von Rosing et al.:
1. Processos operatius, que constitueixen el negoci principal i creen el flux principal de valor, per exemple, l'entrada de comandes de clients, l'obertura d'un compte i la fabricació d'un component
2. Processos de gestió, els processos que supervisen els processos operatius, inclosos el govern corporatiu, la supervisió pressupostària i la supervisió dels empleats
3. Processos de suport, que donen suport als processos operatius bàsics, per exemple, comptabilitat, selecció de personal, centre d'atenció telefònica, assistència tècnica i formació en salut i seguretat

Kirchmer ofereix un enfocament lleugerament diferent d'aquests tres tipus:
1. Processos operatius, que se centren a executar correctament les tasques operatives d'una entitat; aquí és on el personal "fa les coses"
2. Processos de gestió, que asseguren que els processos operatius es duen a terme de manera adequada; aquí és on els gestors "asseguren processos de treball eficients i eficaços"
3. Processos de governança, que garanteixen que l'entitat opera plenament amb les normatives legals, les directrius i les expectatives dels accionistes necessàries; aquí és on els executius asseguren que es compleixen les "regles i pautes per a l'èxit empresarial"

Un procés de negoci complex es pot descompondre en diversos subprocessos, que tenen els seus propis atributs, però que també contribueixen a assolir l'objectiu general del negoci. L'anàlisi dels processos de negoci normalment inclou el mapatge o modelització de processos i subprocessos fins al nivell d'activitat/tasca. Els processos es poden modelar mitjançant un gran nombre de mètodes i tècniques. Per exemple, la notació de modelització de processos empresarials és una tècnica de modelització de processos de negoci que es pot utilitzar per dissenyar processos empresarials en un flux de treball visual. Tot i que la descomposició dels processos en tipus i categories de processos pot ser útil, cal tenir cura de fer-ho, ja que pot haver-hi solapament. Al final, tots els processos formen part d'un resultat en gran part unificat, un de “creació de valor per al client”. Aquest objectiu s’accelera amb la gestió de processos de negoci, que té com a objectiu analitzar, millorar i promulgar processos empresarials.

## Història

### Adam Smith
Una descripció inicial important (1776) dels processos va ser la de l'economista Adam Smith en el seu famós exemple de fàbrica d'agulles de cap. Inspirat per un article de l'Enciclopèdia de Diderot, Smith va descriure la producció d'agulles de cap de la següent manera:
”Un home treu el filferro; un altre el redueix; un tercer el talla; un quart ho marca; un cinquè en torça la part superior per inserir-hi el cap; fer el cap requereix dues o tres operacions diferents; posar-lo és una feina peculiar; blanquejar els passadors és un altre ... i la feina important de fer una agulla de cap es divideix d'aquesta manera en aproximadament divuit operacions diferents, que, en algunes fàbriques, són realitzades per mans diferents, encara que en d'altres ho farà el mateix home, o de vegades en realitza dues o tres”.
Smith també va reconèixer per primera vegada com es podia augmentar la producció mitjançant l'ús de la divisió del treball. Anteriorment, en una societat on la producció estava dominada per articles fets a mà, un persona realitzava totes les activitats necessàries durant el procés de producció, mentre que Smith descrivia com el treball es dividia en un conjunt de tasques senzilles, que serien realitzades per treballadors especialitzats. El resultat de la divisió del treball en l'exemple de Smith va provocar que la productivitat augmentés un 24.000 per cent, és a dir, que el mateix nombre de treballadors feia 240 vegades més agulles de cap que havien produït abans de la introducció de la divisió del treball.
Val a dir que Smith no defensava la divisió del treball a qualsevol preu i per se. El nivell adequat de divisió de tasques es va definir mitjançant el disseny experimental del procés de producció. En contrast amb la visió de Smith que es limitava al mateix domini funcional i que comprenia activitats que estan en seqüència directa en el procés de fabricació, el concepte de procés actual inclou la funcionalitat creuada com a característica important. Seguint les seves idees, la divisió del treball es va adoptar àmpliament, mentre que la integració de les tasques en un procés funcional o transversal no es va considerar com una opció alternativa fins molt més tard.

### Frederick Winslow Taylor
L'enginyer nord-americà Frederick Winslow Taylor va influir i va millorar molt la qualitat dels processos industrials a principis del segle xx. Els seus "Principis de gestió científica" es van centrar en l'estandardització dels processos, la formació sistemàtica i la definició clara dels rols de la direcció i dels empleats. Els seus mètodes van ser àmpliament adoptats als Estats Units, Rússia i parts d'Europa i van conduir a desenvolupaments posteriors com "estudi del temps i el moviment" i tècniques d'optimització de tasques visuals, com ara els diagrames de Gantt.

### Peter Drucker
A la darrera part del segle xx, el gurú de la direcció Peter Drucker va centrar gran part del seu treball en la simplificació i descentralització de processos, cosa que va conduir al concepte de subcontractació. També va encunyar el concepte de "treballador del coneixement -diferenciat dels treballadors manuals- i com la gestió del coneixement passaria a formar part dels processos d'una entitat.

### Altres definicions
Davenport (1993) defineix un procés (de negoci) com:
”un conjunt estructurat i mesurat d'activitats dissenyat per fer una producció específica per a un client o mercat concret. Implica un fort èmfasi en com es treballa dins d'una organització, en contrast amb l'èmfasi en el producte. Per tant, un procés és una ordenació específica de les activitats de treball a través del temps i l'espai, amb un començament i un final, i entrades i sortides clarament definides: una estructura d'acció. ... Prendre un enfocament de procés implica adoptar el punt de vista del client. Els processos són l'estructura mitjançant la qual una organització fa allò que és necessari per produir valor per als seus clients ".
Aquesta definició conté certes característiques que ha de tenir un procés. Aquestes característiques s’aconsegueixen centrant-se en la lògica empresarial del procés (com es treballa), en lloc d'adoptar una perspectiva de producte (què es fa). Seguint la definició de Davenport d'un procés, podem concloure que un procés ha de tenir límits, entrades i sortides clarament definits, que consisteix en parts més petites, activitats, que s’ordenen en el temps i l'espai, que hi ha d'haver un receptor del resultat del procés -un client-, i que la transformació que es produeix dins del procés ha d'afegir valor al client.

La definició de Hammer & Champy's (1993) es pot considerar com un subconjunt de la de Davenport. Defineixen un procés com:
"una col·lecció d'activitats que pren un o més tipus d'entrades i crea una sortida que té valor per al client".
Com es pot observar, Hammer & Champy tenen una percepció més orientada a la transformació i posen menys èmfasi en el component estructural (els límits del procés i l'ordre de les activitats en el temps i l'espai).

Rummler i Brache (1995) utilitzen una definició que inclou un enfocament ben clar en els clients externs de l'organització quan afirma que
”un procés empresarial és una sèrie de passes dissenyades per produir un producte o servei. La majoria dels processos (...) són multifuncionals, abastant l'espai en blanc entre els 'quadres' de l'organigrama. Alguns processos resulten en un producte o servei que rep el client extern d'una organització. A aquests els anomenem processos principals. Altres processos produeixen productes invisibles per al client extern, però essencials per a la gestió eficaç del negoci. Els anomenem processos de suport ".
La definició anterior distingeix dos tipus de processos, el principal i el de suport, en funció de si un procés participa directament en la creació de valor per al client o es refereix a les activitats internes de l'organització. En aquest sentit, la definició de Rummler i Brache segueix el model de cadena de valor de Porter, que també es basa en una divisió d'activitats primàries i secundàries. Segons Rummler i Brache, una característica típica d'una organització basada en processos amb èxit és l'absència d'activitats secundàries en el flux de valor primari que es crea en els processos principals orientats al client. La característica dels processos que abasta l'espai en blanc de l'organigrama indica que els processos estan incrustats en alguna forma d'estructura organitzativa. A més, un procés pot ser multifuncional, és a dir, abasta diverses funcions de negoci.

Johansson et al. (1993) defineix un procés com:
”un conjunt d'activitats vinculades que agafen una entrada i la transformen per crear una sortida. Idealment, la transformació que es produeixi en el procés hauria d'afegir valor a l'entrada i crear una sortida que sigui més útil i eficaç per al destinatari, tant aigües amunt com aigües avall.”
Aquesta definició també emfatitza la creació de vincles entre les activitats i la transformació que té lloc dins del procés. Johansson et al. inclou també la part superior de la cadena de valor com a possible destinatari de la sortida del procés. Resumint les quatre definicions anteriors, podem detallar la següent llista de característiques per a un procés de negoci o empresarial:
1. Definibilitat: ha de tenir límits, entrada i sortida clarament definits.
2. Ordre: ha de consistir en activitats que s’ordenen segons la seva posició en el temps i l'espai (una seqüència).
3. Client: hi ha d'haver un destinatari del resultat del procés, un client.
4. Valor afegit: la transformació que es produeix dins del procés ha d'afegir valor al destinatari, tant aigües amunt com aigües avall.
5. Incrustació: un procés no pot existir en si mateix, ha d'estar incrustat en una estructura organitzativa.
6. Funcionalitat creuada: un procés pot, però no necessàriament, abastar diverses funcions [orgàniques].

Sovint, es considera un requisit previ identificar un propietari del procés (és a dir, la persona responsable de la millora contínua del procés). De vegades, el propietari del procés és la mateixa persona que el realitza.

## Conceptes relacionats

### Flux de treball
El flux de treball és el moviment procedimental d'informació, material i tasques d'un participant a un altre. El flux de treball inclou els procediments, les persones i les eines que intervenen en cada pas d'un procés empresarial. Un sol flux de treball pot ser seqüencial, amb cada pas supeditat a la finalització de l'anterior, o paral·lel, amb diverses passes que es produeixen simultàniament. Es poden connectar múltiples combinacions de fluxos de treball individuals per aconseguir un procés global resultant.

### Reenginyeria de processos de negoci
Hammer i Davenport van concebre originalment la reenginyeria de processos de negoci (BPR, per les seves inicials en anglès) com un mitjà per millorar l'eficàcia i la productivitat de l'organització. Consisteix en partir d'una pissarra en blanc i recrear completament els processos de negoci més importants, així com l'ús de les tecnologies de la informació per millorar significativament el rendiment. Malauradament, el terme es va associar pejorativament a la reducció de costos empresarials a mitjans dels anys noranta.

### Gestió de processos de negoci (GPN)
Tot i que el terme s'ha utilitzat contextualment amb significats variats, la "gestió de processos de negoci" (GPN o BPM, per les seves inicials en anglès) es pot definir generalment com una disciplina que implica una combinació d'una àmplia varietat de fluxos d'activitat empresarial (per exemple, automatització del procés de negoci, modelització i optimització) que s’esforça per donar suport als objectius d'una empresa dins i fora de múltiples entorns, amb la participació de moltes persones, des d'empleats fins a clients i socis externs. Una part important del suport empresarial de GPN implica l'avaluació contínua dels processos existents i la identificació de maneres de millorar-lo, donant lloc a un cicle de millora organitzativa global.

### Gestió del coneixement
La gestió del coneixement és la definició del coneixement que els empleats i els sistemes utilitzen per realitzar les seves funcions i mantenir-lo en un format al qual altres hi poden accedir. The Duhon and the Gartner Group l'han definit com "una disciplina que promou un enfocament integrat per identificar, capturar, avaluar, recuperar i compartir tots els actius d'informació d'una empresa. Aquests actius poden incloure bases de dades, documents, polítiques, procediments i expertesa i experiència no recollits prèviament de treballadors individuals".

### Gestió de la qualitat total
La gestió de la qualitat total (TQM, per les seves inicials en anglès) va sorgir a principis dels anys vuitanta quan les organitzacions intentaven millorar la qualitat dels seus productes i serveis. Va ser seguit per la metodologia Six Sigma a mitjan anys vuitanta, introduïda per primera vegada per Motorola. Six Sigma consisteix en mètodes estadístics per millorar els processos empresarials i, per tant, reduir els defectes dels resultats. La Toyota Motor Company va introduir l'enfocament base de partida per a la gestió de la qualitat a la dècada de 1990 i es va centrar en les necessitats dels clients i la reducció del malbaratament.

### La tecnologia de la informació com a facilitadora per a la gestió de processos empresarials

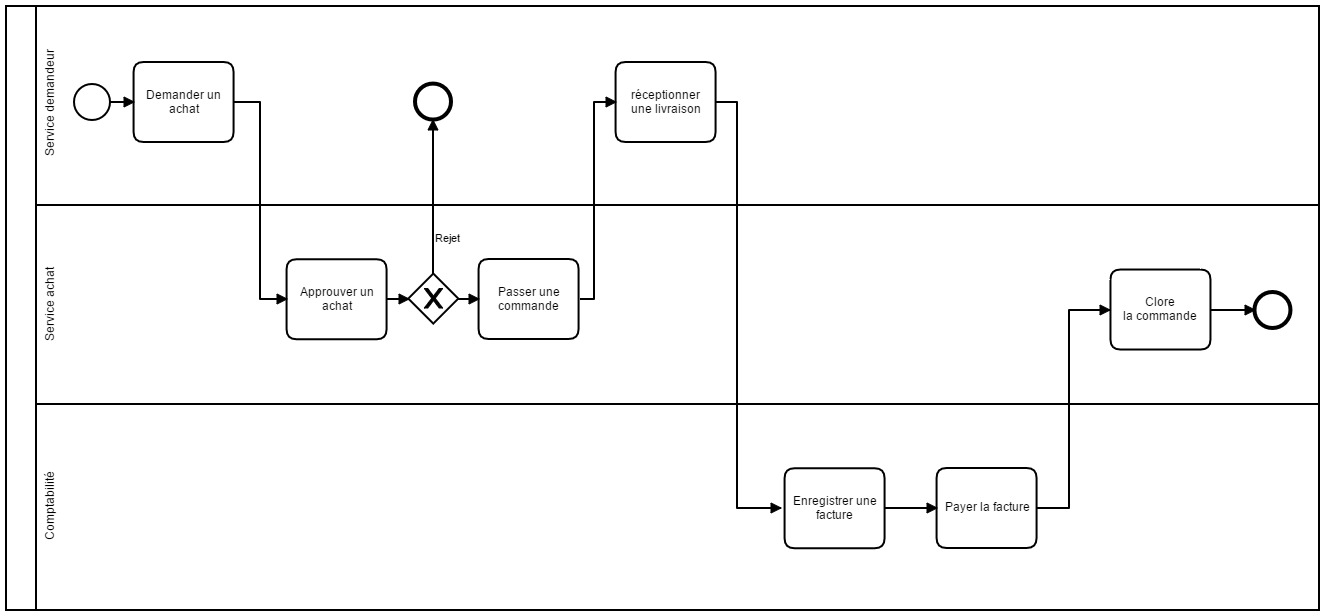
Exemple de modelització de processos de negoci (BPMN) de compres

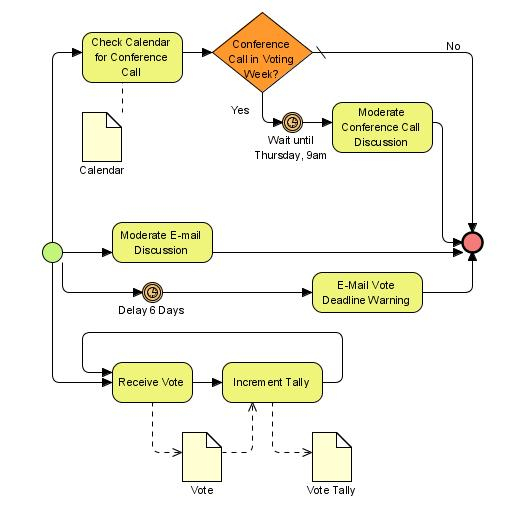
Exemple de modelització de processos de negoci (BPMN) de recollida de votacions

Els avenços en tecnologia de la informació al llarg dels anys han canviat els processos de negoci dins i entre empreses. Als anys seixanta, els sistemes operatius tenien una funcionalitat limitada i tots els sistemes de gestió de flux de treball que s’utilitzaven es feien a mida per a l'organització específica. Els anys setanta i vuitanta van veure el desenvolupament d'enfocaments basats en dades, ja que les tecnologies d'emmagatzematge i recuperació de dades van millorar. La modelització de dades en lloc de la de processos va ser el punt de partida per construir un sistema d'informació. Els processos empresarials es van haver d'adaptar a la tecnologia de la informació perquè es va descuidar la modelització de processos. El canvi cap a una gestió orientada a processos es va produir als anys noranta. Va sorgir el programari de planificació de recursos empresarials amb components de gestió de flux de treball com SAP, Baan, PeopleSoft, Oracle i JD Edwards.
El món dels negocis electrònics va crear la necessitat d'automatitzar els processos empresarials entre les organitzacions, cosa que al seu torn va plantejar la necessitat de protocols estandarditzats i llenguatges de programació de serveis web que es poguessin entendre a tota la indústria. La notació de modelització de processos de negoci (BPMN) i el model de motivació empresarial (BMM) són estàndards àmpliament utilitzats per al modelatge empresarial. "The Business Modeling and Integration Domain Task Force (BMI DTF)" (BMI DTF, grup de treball de dominis de modelització i integració empresarial) és un consorci de proveïdors i empreses usuàries que continuen treballant juntes per desenvolupar estàndards i especificacions per promoure la col·laboració i la integració de persones, sistemes, processos i informació dins i entre empreses.
Les tendències més recents de modelització de processos de negoci estan influïdes per l'aparició de la informàtica al núvol, la prevalença de les xarxes socials, la tecnologia mòbil i el desenvolupament de tècniques analítiques. Les tecnologies basades en el núvol permeten a les empreses comprar recursos de forma ràpida i segons sigui necessari independentment de la seva ubicació. Les xarxes socials, els llocs web i els telèfons intel·ligents són els canals més nous a través dels quals les organitzacions arriben i donen suport als seus clients. L'abundància de dades de clients recopilades a través d'aquests canals, així com a través d'interaccions amb centres de trucades, correus electrònics, trucades de veu i enquestes als clients, han conduït a un enorme creixement de l'anàlisi de dades, que al seu torn s’utilitza per a la gestió del rendiment i la millora de les formes en què l'empresa serveis als seus clients.

## Importància de la cadena de processos
Els processos de negoci comprenen un conjunt de subprocessos seqüencials o tasques amb camins alternatius, en funció de determinades condicions, segons sigui aplicable, realitzats per assolir un objectiu determinat o produir resultats donats. Cada procés té una o més entrades necessàries. Les entrades i sortides es poden rebre o enviar a altres processos de negoci, altres unitats organitzatives o grups d'interès interns o externs.
Els processos empresarials estan dissenyats per ser operats per una o més unitats funcionals de negoci i emfatitzen la importància de la "cadena de processos" en lloc de les unitats individuals.
En general, les diverses tasques d'un procés empresarial es poden realitzar de dues maneres:
1. manualment
2. mitjançant sistemes de processament de dades empresarials com els sistemes ERP

Normalment, algunes tasques del procés seran manuals, mentre que d'altres seran informàtiques, i aquestes tasques poden seqüenciar-se de moltes maneres. Dit d'una altra manera, les dades i la informació que s’estan gestionant a través del procés poden passar per tasques manuals o informàtiques en un ordre determinat.

## Polítiques, processos i procediments
Les àrees de millora anteriors són igualment aplicables a polítiques, processos, procediments detallats (subprocessos / tasques) i instruccions de treball. Hi ha un efecte en cascada de les millores realitzades a un nivell superior sobre les realitzades a un nivell inferior.
Per exemple, si una recomanació per substituir una política determinada per una altra millor es fa amb una justificació adequada i s’accepta en principi pels propietaris de processos empresarials, els canvis corresponents en els processos i procediments consegüents es produiran de manera natural per tal de permetre la implementació de les polítiques.

## La presentació d'informes com a base essencial per a l'execució
Els processos empresarials han d'incloure informes actualitzats i precisos per garantir una acció efectiva. Un exemple d'això és la disponibilitat d'informes d'estat de les comandes de compra per al seguiment del lliurament del proveïdor, tal com es descriu a la secció anterior sobre l'eficàcia. Hi ha nombrosos exemples d'això en tots els processos comercials possibles.
Un altre exemple de producció és el procés d'anàlisi dels rebuigs de línia que es produeixen a la botiga. Aquest procés ha d'incloure una anàlisi periòdica sistemàtica dels rebuigs per raó i presentar els resultats en un informe d'informació adequat que identifiqui els principals motius i les tendències d'aquests motius perquè la direcció adopti accions correctores per controlar els rebutjos i mantenir-los dins dels límits acceptables. Aquest procés d'anàlisi i resum dels esdeveniments de rebuig de lots és clarament superior a un procés que només investiga cada rebuig individual a mesura que es produeix.
Els propietaris i operadors dels processos empresarials s’han d'adonar que la millora del procés sol produir-se amb la introducció d'informes de transaccions, operatius, destacats, excepcions o informes de gestió de la informació adequats, sempre que s’utilitzin conscientment per a la presa de decisions quotidianes o periòdiques. Amb aquesta comprensió, s'espera que arribi la voluntat d'invertir temps i altres recursos en la millora dels processos empresarials mitjançant la introducció de sistemes d'informes útils i rellevants.

## Teories i conceptes de suport

### Amplitud administrativa
L'amplitud administrativa ("span of control" en anglès) és el nombre de subordinats que un supervisor gestiona dins d'una organització estructurada. La introducció d'un concepte de procés empresarial té un impacte considerable en els elements estructurals de l'organització i, per tant, també en l'amplitud administrativa.
Les grans organitzacions que no s’organitzen com a mercats s’han d'organitzar en unitats més petites (departaments) que es poden definir segons diferents principis.

### Conceptes de gestió de la informació
La gestió de la informació i les estratègies d'infraestructura de l'organització relacionades amb ella són una pedra angular teòrica del concepte de procés empresarial, que requereix "un marc per mesurar el nivell de suport de TI per als processos empresarials".